# New Ireland
New Ireland, tidigare Nya Mecklenburg, är en provins i Bismarckarkipelagen i Papua Nya Guinea.
Provinsen omfattar ön Niu Ailan (New Ireland) och en rad små ögrupper. Största delen av befolkningen bor i mindre byar på landet och genomsnittsåldern är låg. Provinsens huvudstad och största stad är Kavieng på öns norra spets.

## Administrativ indelning
Provinsen är indelad i två distrikt: Kavieng och Namatanai.